# 甑島郡
- 令制国一覧 > 西海道 > 薩摩国 > 甑島郡
- 日本 > 九州地方 > 鹿児島県 > 甑島郡

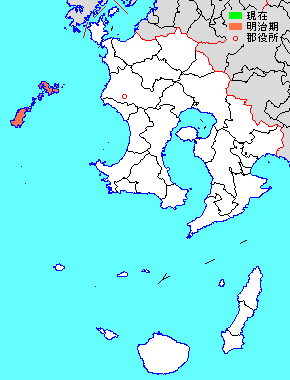
鹿児島県甑島郡の位置

甑島郡（こしきじまぐん）は、鹿児島県（薩摩国）にあった郡。

## 郡域
1879年（明治12年）に行政区画として発足した当時の郡域は、薩摩川内市の一部（上甑町各町・下甑町各町・里町里・鹿島町藺牟田）にあたる。

## 歴史

### 近世以降の沿革
- 明治初年時点では全域が薩摩鹿児島藩領であった。「旧高旧領取調帳」の記載によると、里村、中甑村、瀬上村、中野村、小島村、江石村、平良村、藺牟田村、長浜村、青瀬村、瀬々之浦村、片之浦村、手打村、桑ノ浦村が存在。全村が甑島郷に所属[注 1]。全域が現・薩摩川内市。（14村）
- 明治4年7月14日（1871年8月29日） - 廃藩置県により鹿児島県の管轄となる。
- 明治12年（1879年）2月17日 - 郡区町村編制法の鹿児島県での施行により、行政区画としての甑島郡が発足。「市来郡役所」が日置郡湊村に設置され、同郡および阿多郡とともに管轄。
- 明治14年（1881年）7月28日 - 薩摩郡・出水郡[注 2]・高城郡・伊佐郡[注 3]とともに「隈之城郡役所」の管轄となる。

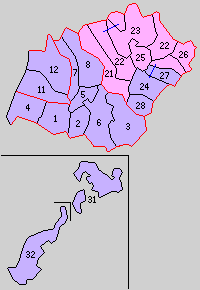
31.上甑村 32.下甑村（紫：薩摩川内市 1 - 8は薩摩郡 11・12は高城郡 21 - 28は南伊佐郡）

- 明治22年（1889年）4月1日 - 町村制の施行により、以下の各村が発足。（2村）
  - 上甑村 ← 里村、中甑村、中野村、桑ノ浦村、江石村、平良村、小島村、瀬上村
  - 下甑村 ← 藺牟田村、長浜村、青瀬村、片之浦村、手打村、瀬々之浦村
- 明治24年（1891年）8月8日 - 上甑村が分割し、一部（里）の区域に里村、残部の区域に改めて上甑村がそれぞれ発足[1]。（3村）
- 明治30年（1897年）4月1日 - 郡制の施行のため、「隈之城郡役所」の管轄区域をもって、改めて薩摩郡が発足[2]。同日甑島郡廃止。